# ニュルンベルク市電
ニュルンベルク市電（ニュルンベルクしでん、ドイツ語: Straßenbahn Nürnberg）は、ドイツの都市・ニュルンベルク市内に路線網を有する路面電車。1981年までは隣接するフュルトにも路線が存在しており、ニュルンベルク/フュルト市電（Nürnberg-Fürther Straßenbahn）と呼ばれていた。2022年現在は地下鉄（ニュルンベルク地下鉄）や路線バスなどの公共交通機関と共に、ニュルンベルク市が所有するニュルンベルク市営企業会社（Städtischen Werke Nürnberg GmbH）の100 %子会社であるニュルンベルク公共交通会社（Verkehrs-Aktiengesellschaft Nürnberg、VAG）によって運営されている。

## 歴史
ニュルンベルク市電のルーツとなったのは、1881年8月25日に開通した、ニュルンベルクと隣接する都市・フュルトの間を結ぶ馬車鉄道であった。これは両都市における初の市内を走行する公共交通機関であり、開通当時は私営企業（1883年以降は株式会社）によって運営されていた。その後、路線網を拡大していった馬車鉄道であったが、1896年5月に一部路線が電化されたのを機に急速に路面電車への置き換えが進み、1898年までに全区間の電化が完了し、当時としては大型のボギー車の導入も行われた。また、運営権についても1903年にニュルンベルク市へ移管されている。

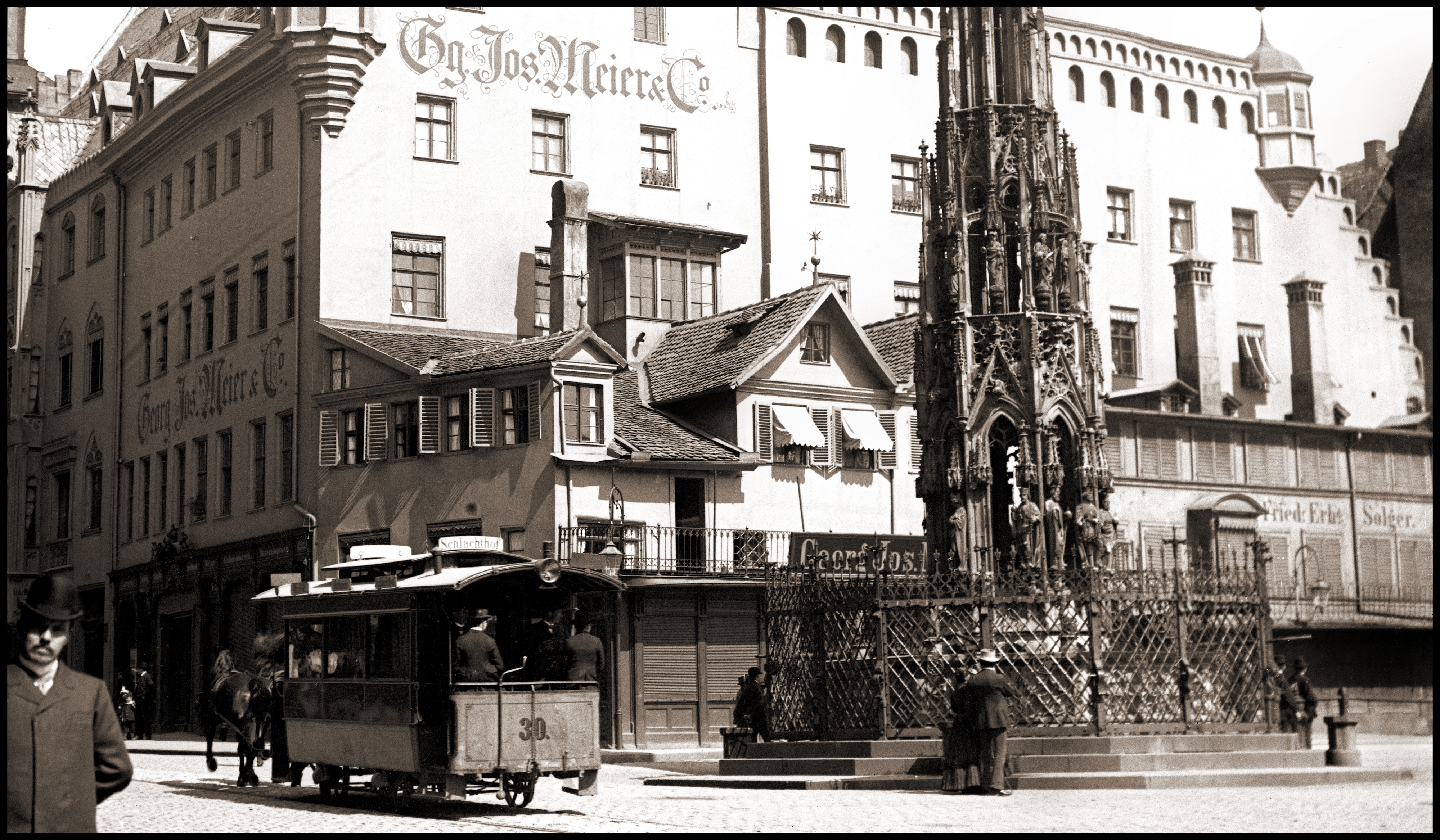
ニュルンベルク市内の馬車鉄道（1895年撮影）
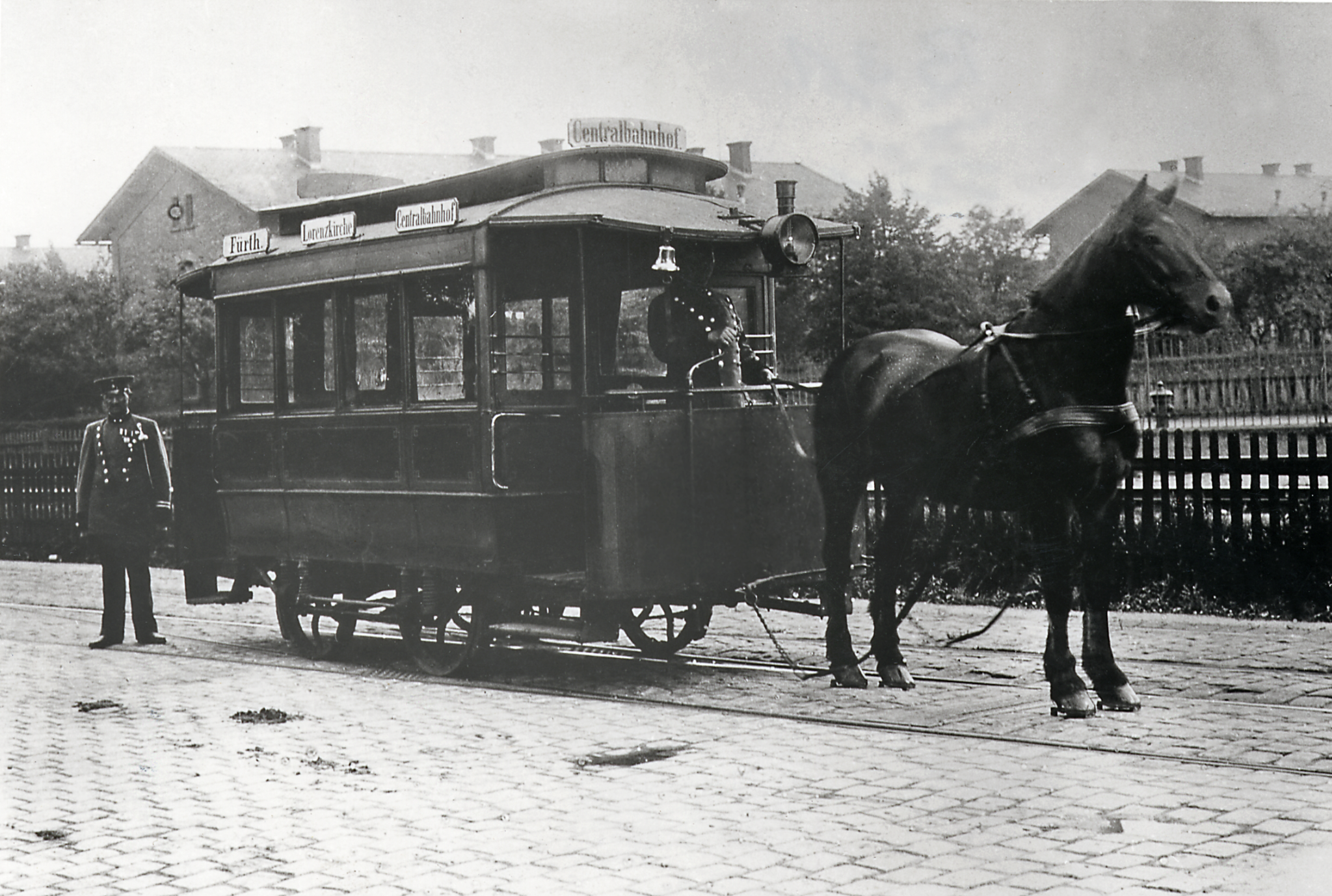
馬車鉄道の車両（1890年撮影）

それ以降、路面電車は急速に路線網を拡大していき、1913年時点の営業キロは127 kmを記録した。だが、続く第一次世界大戦での人員不足やその後のインフレーションは路面電車網に少なからず影響を与えた。その間、ドイツで初めて蒸気機関車を用いた列車を導入した事で知られ、路面電車の一部区間と競合関係にあったルードヴィヒ鉄道がインフレーションの影響で1922年に廃止されており、その廃線跡は1927年に開通したニュルンベルクとフュルトを結ぶ高速路面電車（Straßenbahn-Schnelllinie）の31号線へと活かされた。また、経済回復後は回生ブレーキを始めとした車両の技術革新も進められた。

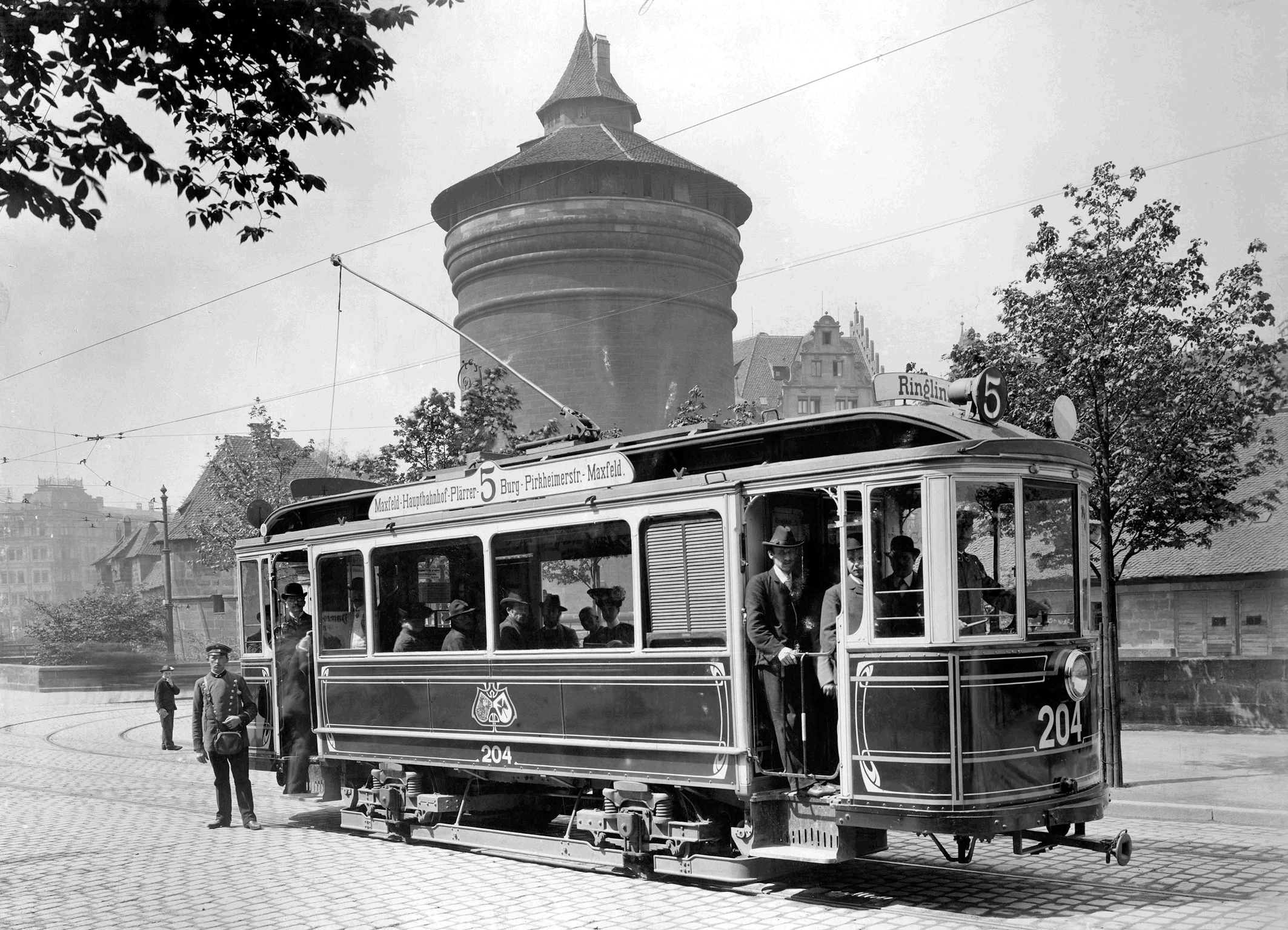
1900年代の市電の電車（1904年撮影）
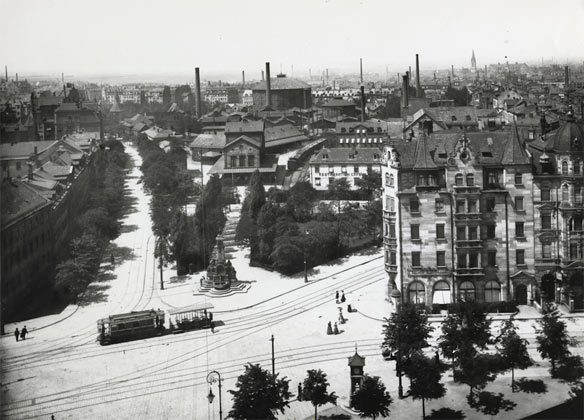
1900年代の市電（1905年撮影）
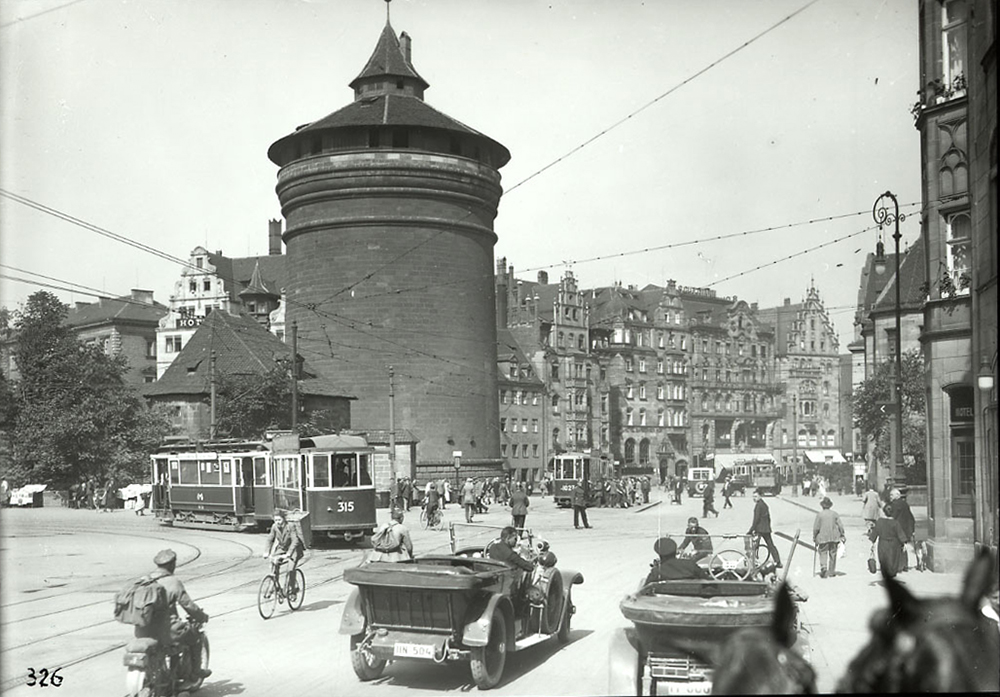
1920年代の路面電車（1920年撮影）

1930年代、国家社会主義ドイツ労働者党（ナチ党）が急速に勢力を強める中、ニュルンベルクで開催されたナチ党党大会への交通手段として路面電車が多数の参加者に利用されるようになり、路線の延伸や撤去についてもナチ党からの要望が影響する事となった。その後の第二次世界大戦期には軍人たちの利用が優先された他、ユダヤ人の解雇、利用の禁止などの措置も取られた。そして1945年の空襲により路面電車は深刻な打撃を受け、路線網の95 %が使用不能な事態に陥った。
一時全線が運休するまでに至った路面電車が運行を再開したのは終戦後の1945年6月からであり、以降は順次復旧作業が行われた。その後、1950年代は経済の発展に伴い利用客も増加し、1955年からは地元・ニュルンベルクに工場を有していたMANとデュッセルドルフのデュッセルドルフ車両製造、通称「デュワグ」が共同で製造した大型ボギー車の導入が始まり、続く1962年からは連接車が多数導入された。また、1969年以降は運用の効率化やコスト削減を目的に、乗客自身が刻印を行う信用乗車方式の導入が順次行われた。運営組織については市による直営から市が全株を有する企業体による形態へと変わり、1959年にはニュルンベルク市が全株を所有するニュルンベルク市営企業会社の完全子会社であるニュルンベルク交通会社（VAG）による運営という、間接的にニュルンベルク市が全株を所有する形が取られている。

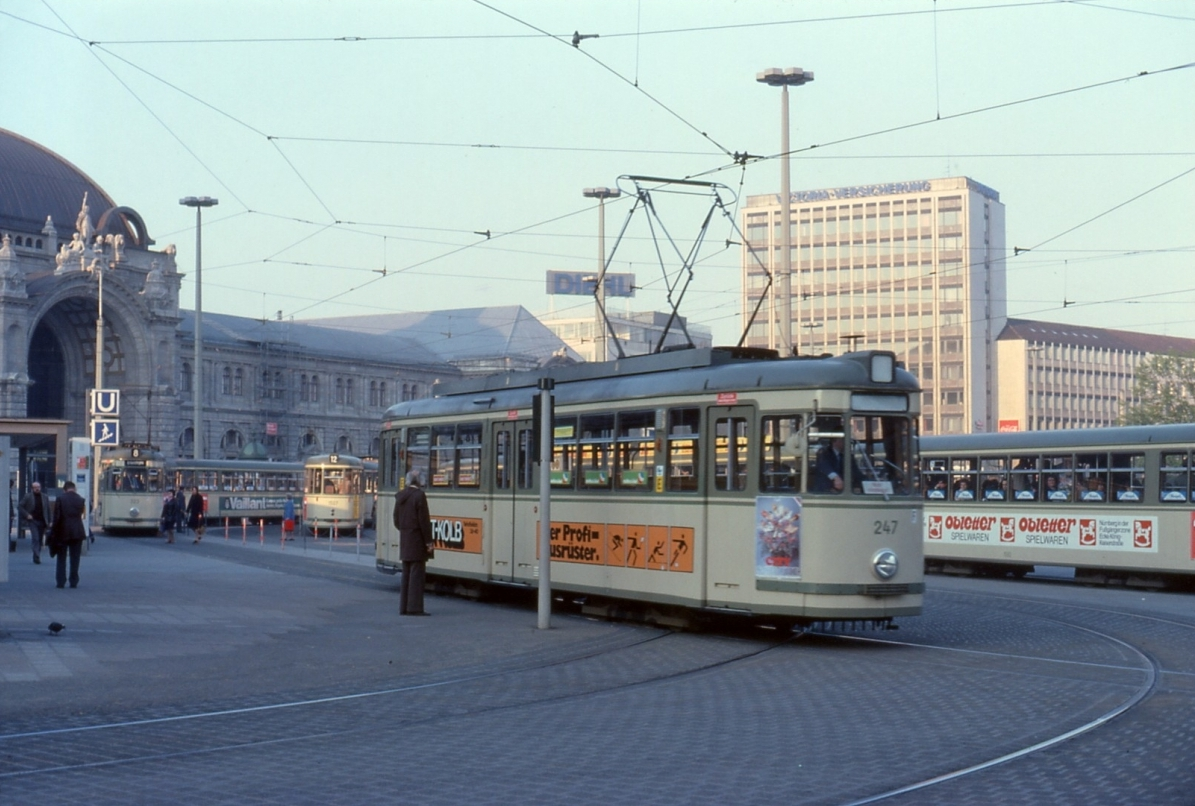
1950年代以降導入された大型ボギー車（1979年撮影）
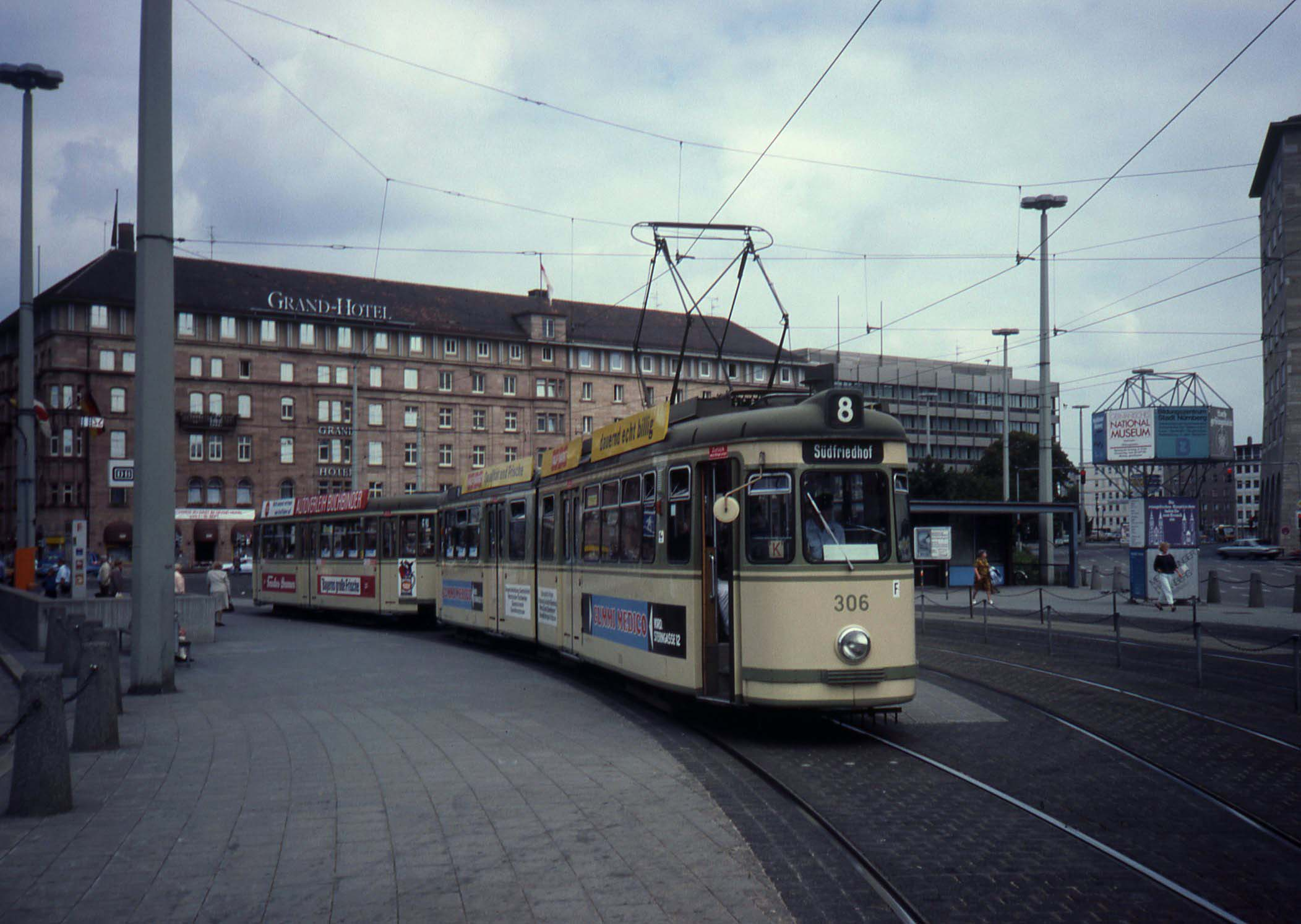
付随車と編成を組む2車体連接車（1985年撮影）

一方、1965年にニュルンベルク市議会は地下鉄（ニュルンベルク地下鉄）の導入を決定し、路面電車の路線網を段階的に廃止する事を決定した。そして1972年に地下鉄が開通して以降路面電車はそれに置き換えられる形で縮小していき、1980年代までにニュルンベルク旧市街方面やフュルト方面など、多くの区間が廃止されていった。ただしその間も車両の近代化は継続して行われており、1970年代には戦前製の旧型電車を置き換えるために新型電車（N6形）の導入が実施されている。

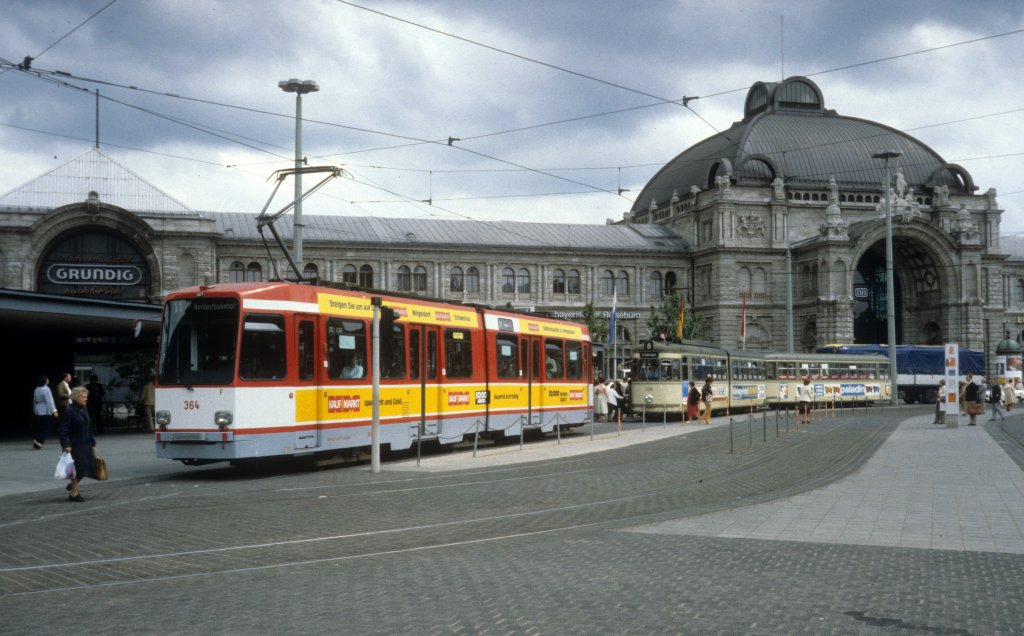
1970年代後半に導入されたN6形（1981年撮影）

路線廃止の流れは1990年代以降も続いたが、1994年にニュルンベルク市議会はその方針を転換し、路面電車の存続を決定した。それ以降は地下鉄の拡充・近代化に並行して路面電車も超低床電車の導入を始めとする近代化が進められ、21世紀以降は2002年、2011年、2016年に路線の延伸が実施された。また、車庫についても2003年に従来の車両工場と車庫を統合した「ハインリヒ・アルフェス通り車庫」（Straßenbahnbetriebshof "Heinrich-Alfes-Straße"）が開設されている。

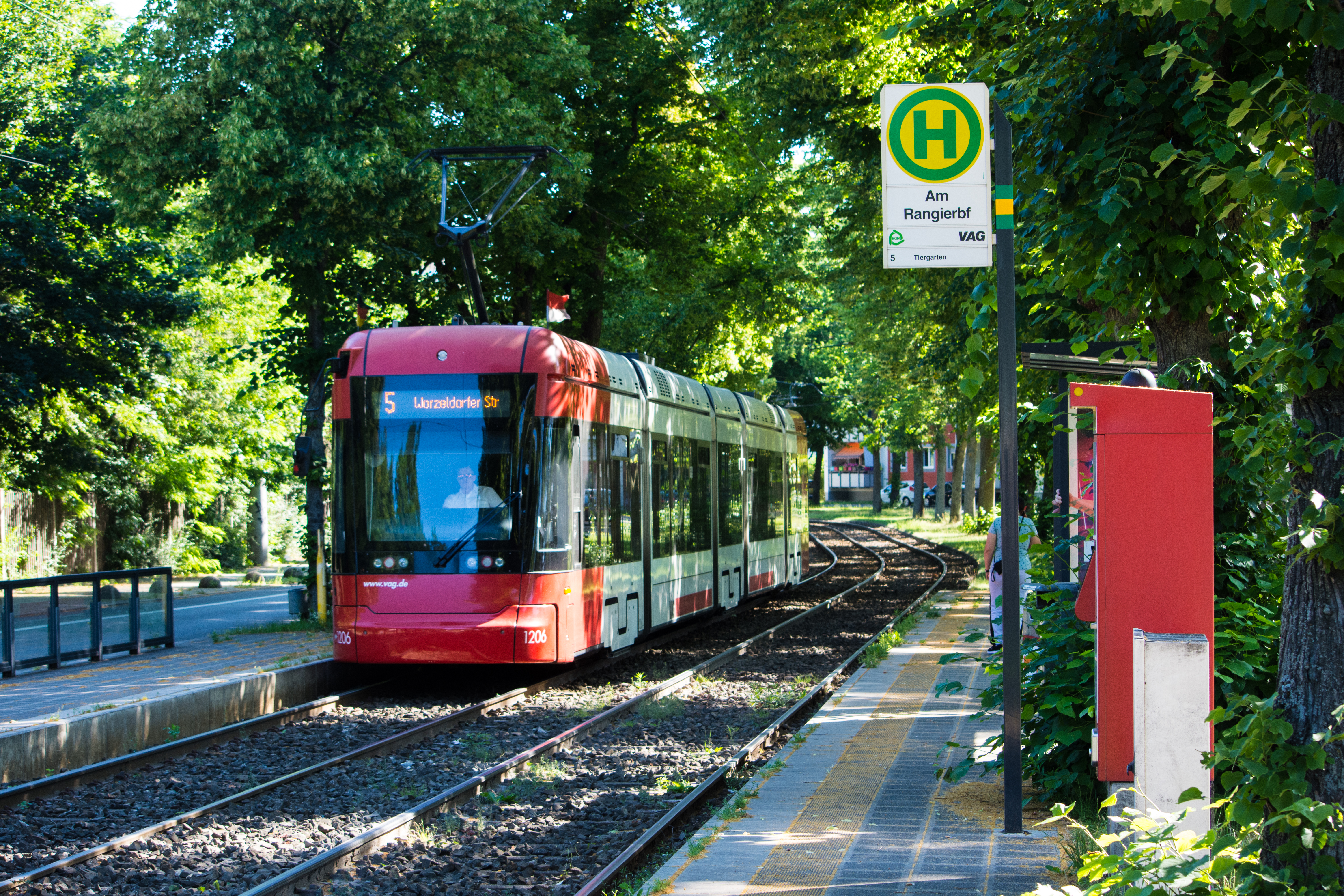
超低床電車のGTV6形（2019年撮影）

路線の推移
1896年
1903年
1914年
1939年
1954年
1972年
1981年
1992年
2007年

## 系統
2023年12月に実施されたダイヤ改正以降、ニュルンベルク市電には以下の系統の路線が存在する。このダイヤ改正では、混雑が激しい一部の系統を補完する目的で新たに「10号線」「11号線」が設定されている。また、これらに加えて5月から9月の毎週月曜日には、後述する保存車両を用いた臨時系統「13号線」が運行する。
| 系統番号 | 起点                | 終点             | 備考                             |
| -------- | ------------------- | ---------------- | -------------------------------- |
| 4        | Gibitzenhof         | Am Wegfeld       |                                  |
| 5        | Worzeldorfer Straße | Hauptbahnhof     |                                  |
| 6        | Doku-Zentrum        | Westfriedhof     |                                  |
| 7        | Tristanstraße       | Hauptbahnhof     |                                  |
| 8        | Tristanstraße       | Erlenstegen      |                                  |
| 10       | Dutzendteich        | Am Wegfeld       |                                  |
| 11       | Gibitzenhof         | Tiergarten       |                                  |
| D        | Frankenstraße       | Heynestraße      | 車庫から入庫・出庫する列車の系統 |
| D        | Frankenstraße       | Landgrabenstraße | 車庫から入庫・出庫する列車の系統 |
| D        | Frankenstraße       | Brehmstraße      | 車庫から入庫・出庫する列車の系統 |
| D        | Frankenstraße       | Schweiggerstraße | 車庫から入庫・出庫する列車の系統 |

## 車両
2022年現在、ニュルンベルク市電に在籍する車両は以下の通り。2011年に部分超低床電車のN8形が営業運転から撤退して以降、営業用車両は全車体が低床構造となっている100 %超低床電車に統一されている。
また、N8形1両を含む過去の車両の一部については、同様の経緯を持つバス車両と共に、従来の車庫を転換する形で1985年に開設された「セントピーター歴史的路面電車車庫（Historische Straßenbahn-Depot St. Peter）」で保存されており、ニュルンベルク/フュルト路面電車友の会（Freunde der Nürnberg-Fürther Straßenbahn e.V.）による保存活動が実施されている。

### GT6N形

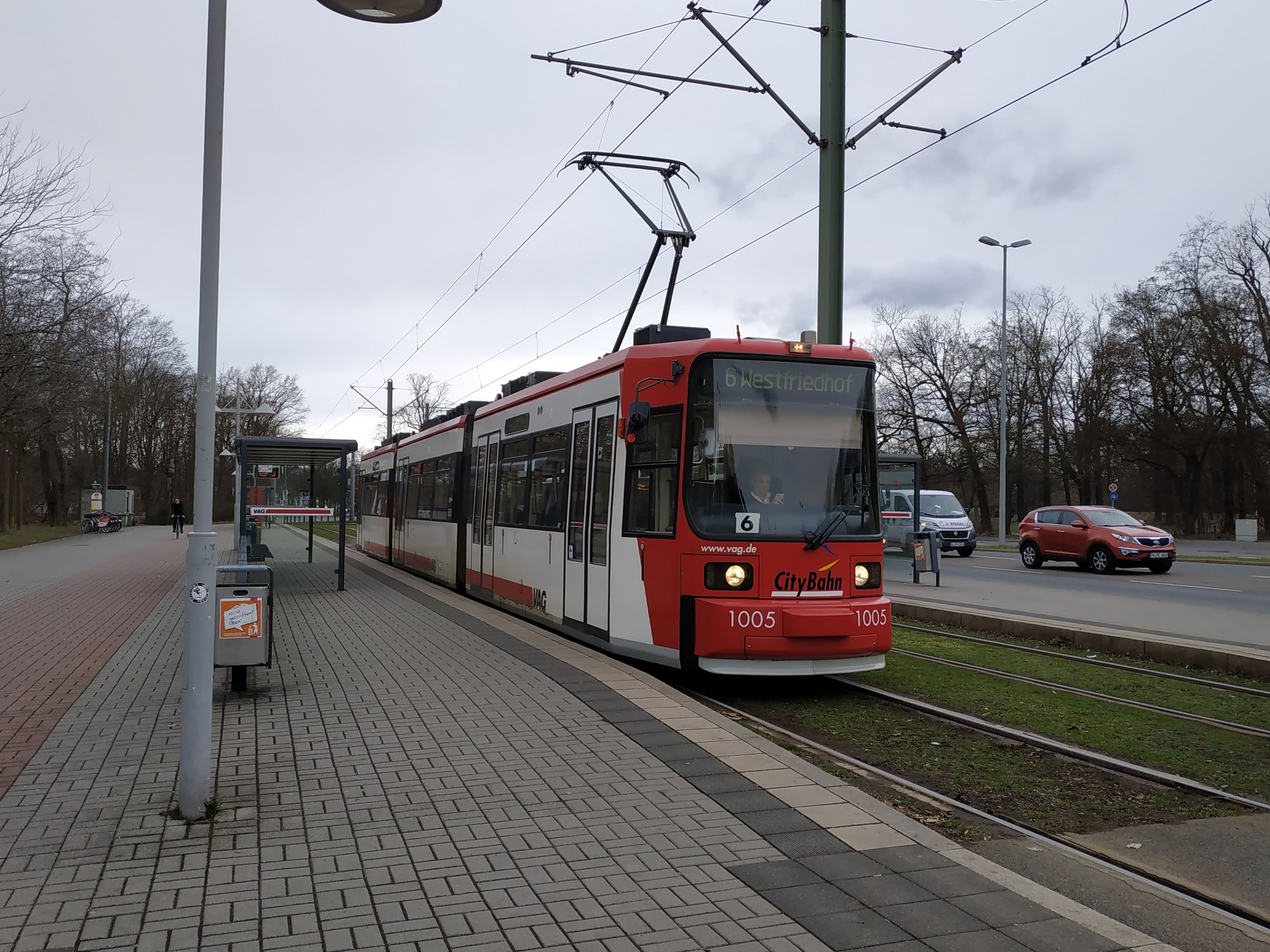
GT6N形（2019年撮影）

1995年から導入が開始された、ニュルンベルク市電初の超低床電車（3車体連接車）。日本では「ブレーメン形」と呼ばれる車種で、ニュルンベルク市電では「シティバーン（Citybahn）」と言う愛称が付けられており、2022年現在は14両が在籍する。

### GT8N形

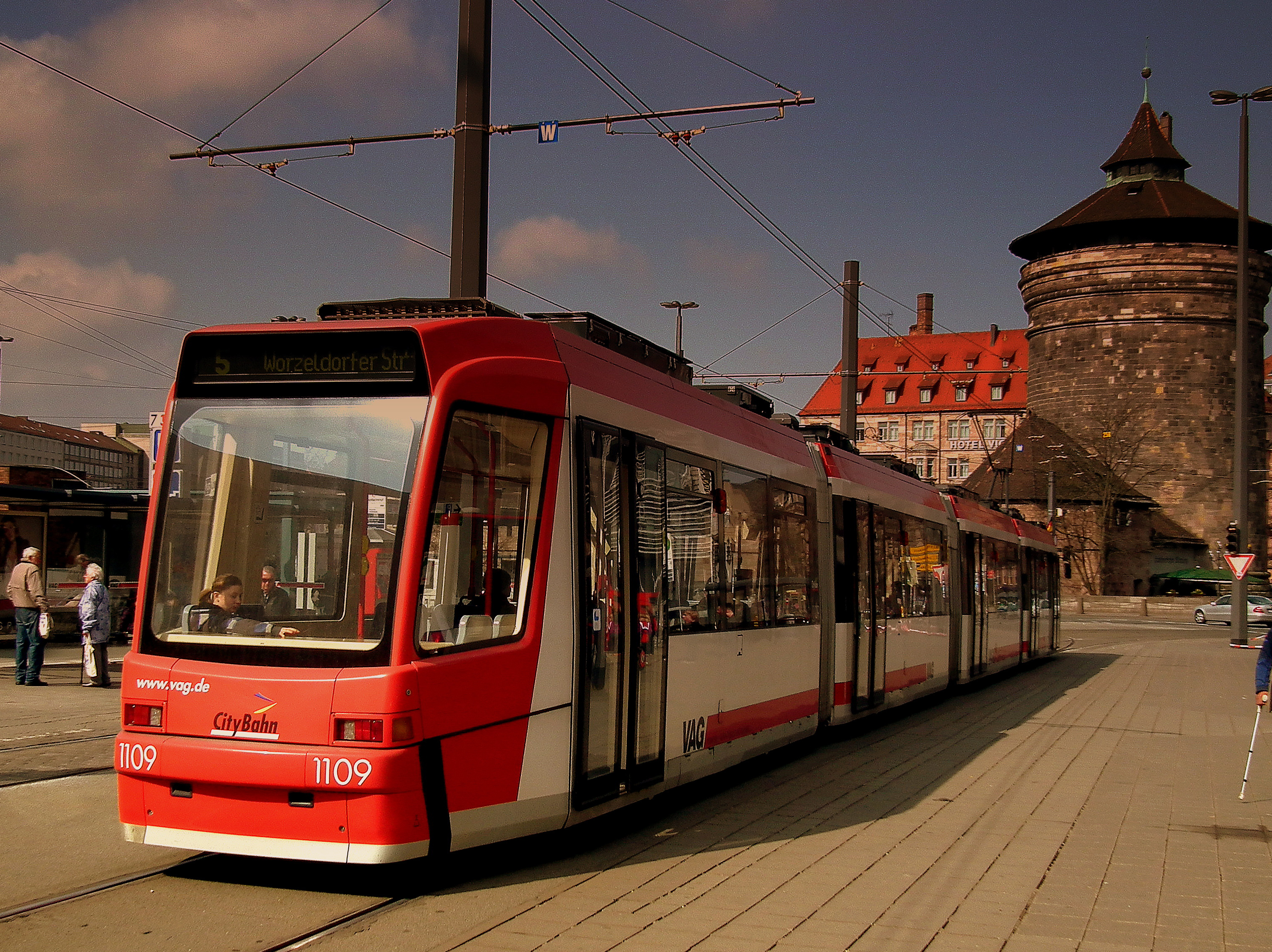
GT8N形（2012年撮影）

1999年から導入が開始された、GT6N形の改良形式で、愛称はGT6N形と同様の「シティバーン（CityBahn）」。編成は4車体連接式で、2022年現在は26両が在籍する。

### GTV6形

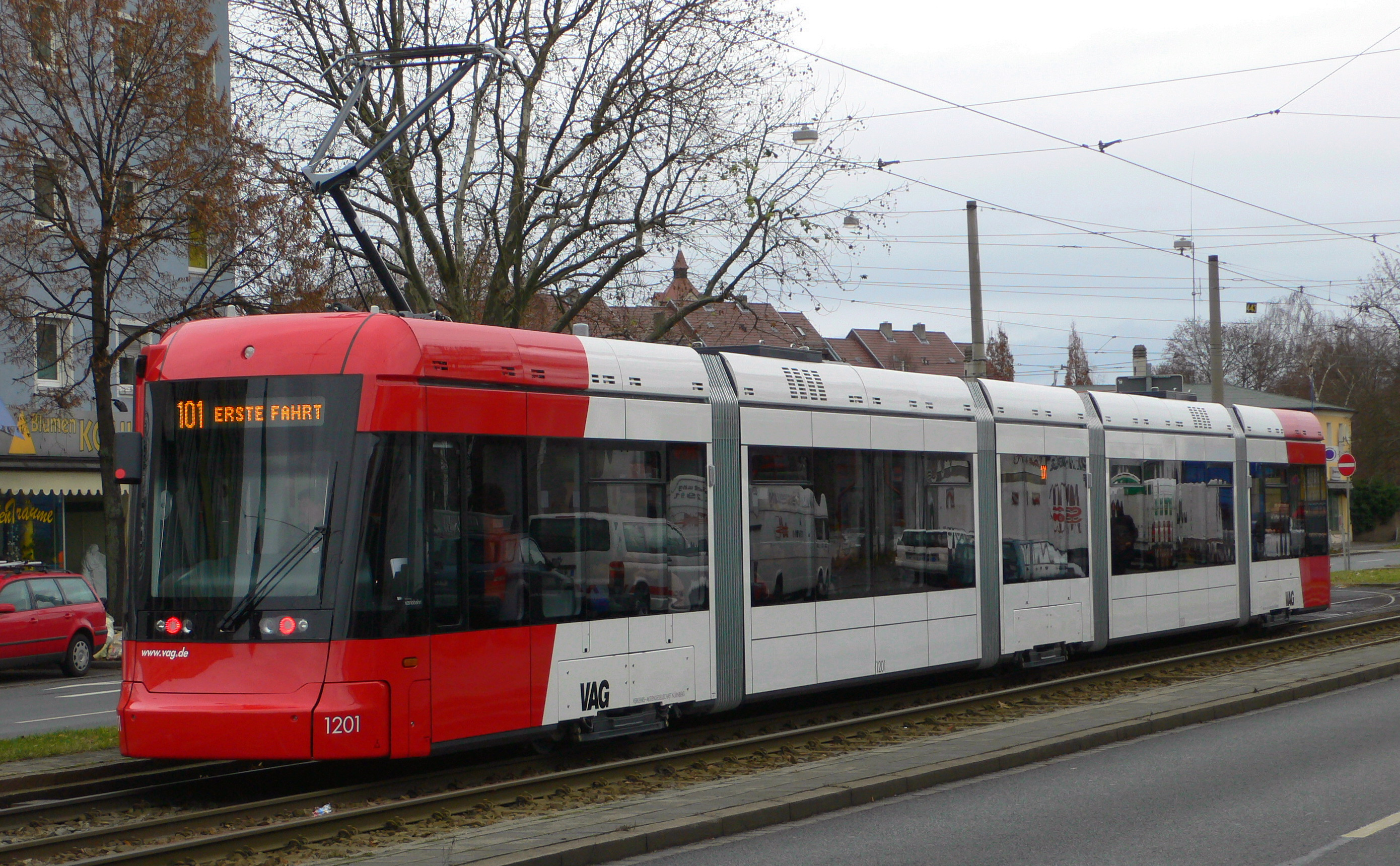
GTV6形（2007年撮影）

2007年以降導入が実施された、シュタッドラー・レール製の超低床電車（5車体連接車）・バリオバーン。8両が導入されたが、メンテナンスコストの高騰などを理由に2025年時点で全車運用を離脱しており、2028年を目途に廃車が検討されている。

### GTA8形

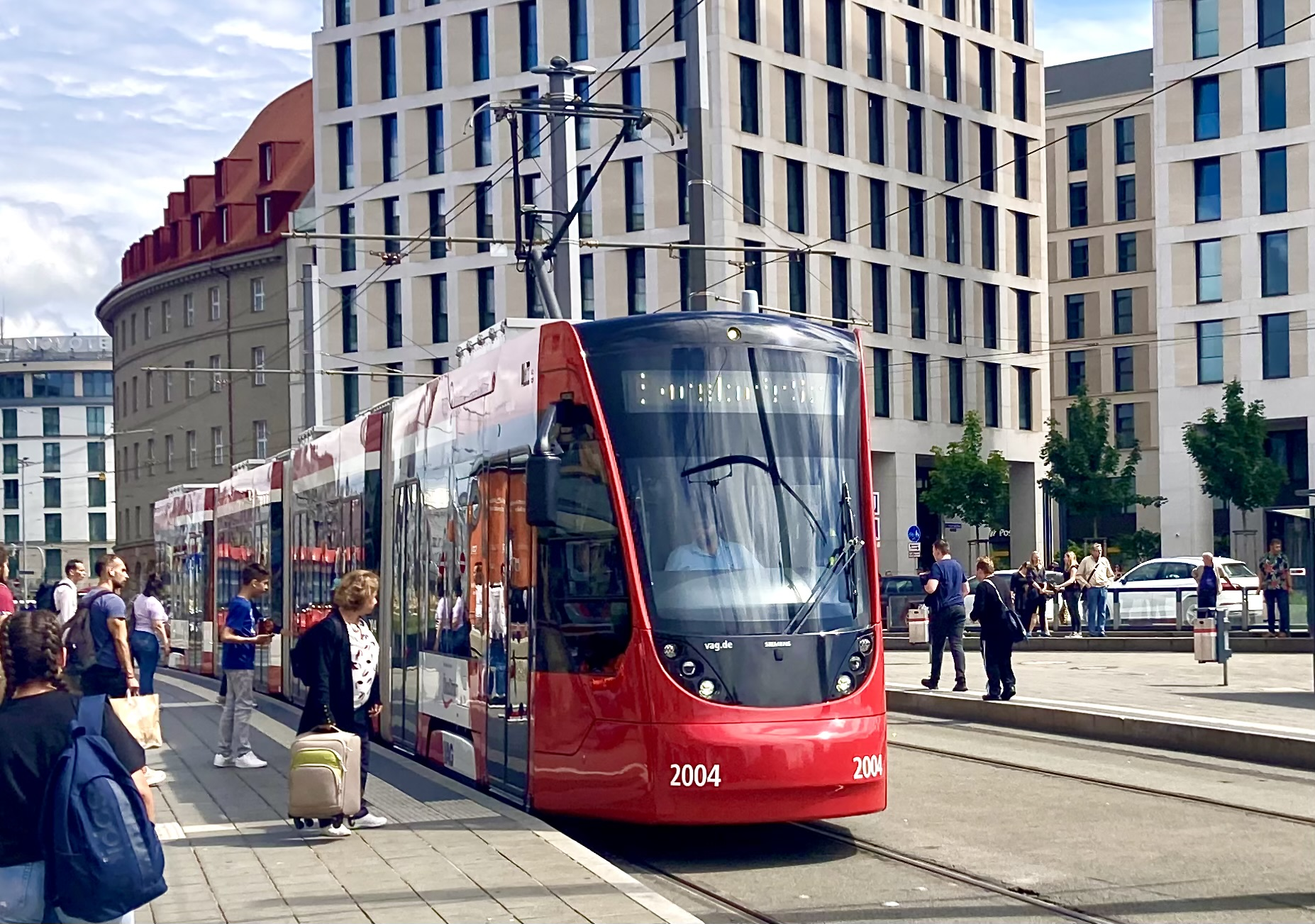
GTA8形（2023年撮影）

2019年、ニュルンベルク交通会社は今後の輸送力増強を目的に、シーメンスとの間に12両の超低床電車（4車体連接車）・アヴェニオの導入契約を交わした。加えて2021年にはオプション権を行使する形で14両の追加発注を行っている。GTA8形と名付けられたこれらの4車体連接車（片運転台）は2022年から納入が行われており、同年12月21日から営業運転を開始している。

### 保存車両・事業用車両

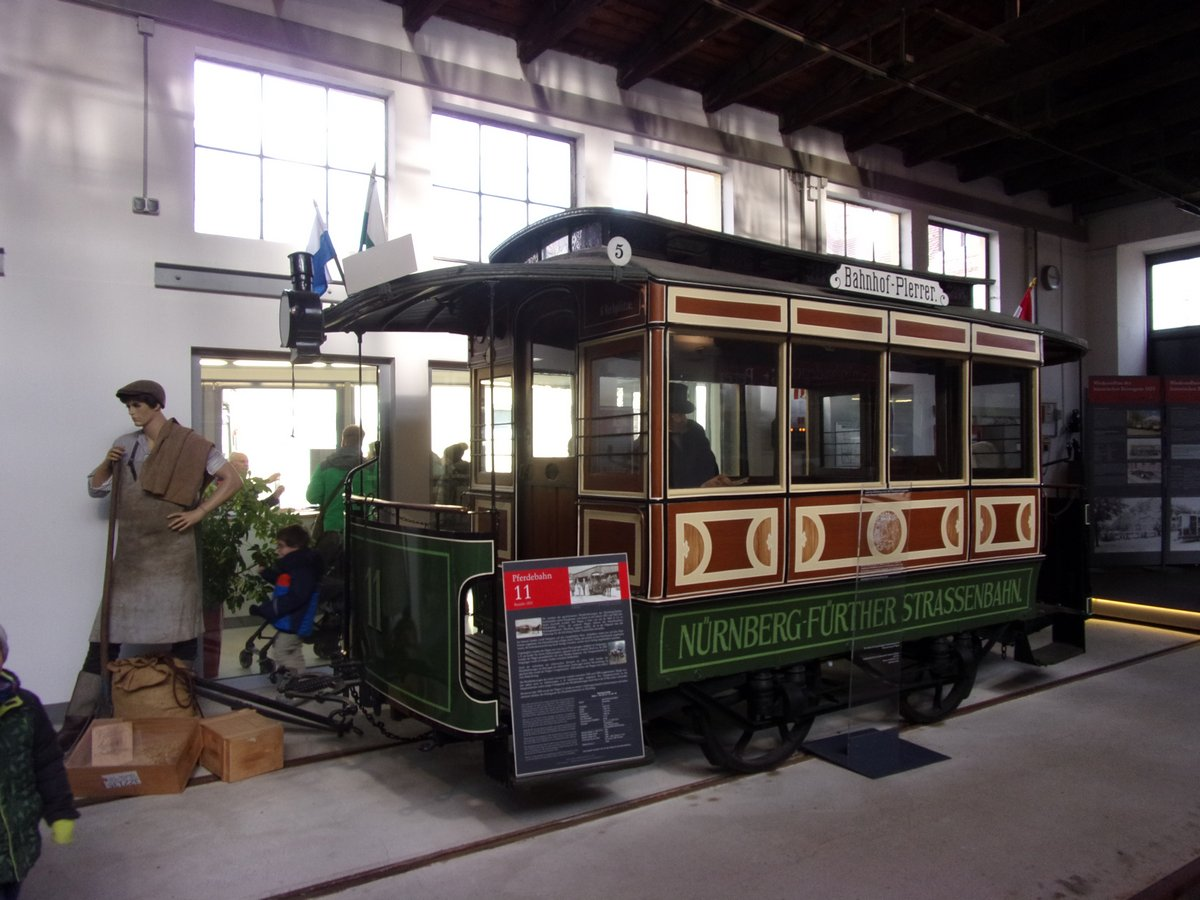
11 馬車鉄道用の客車、電化後は付随車として使用
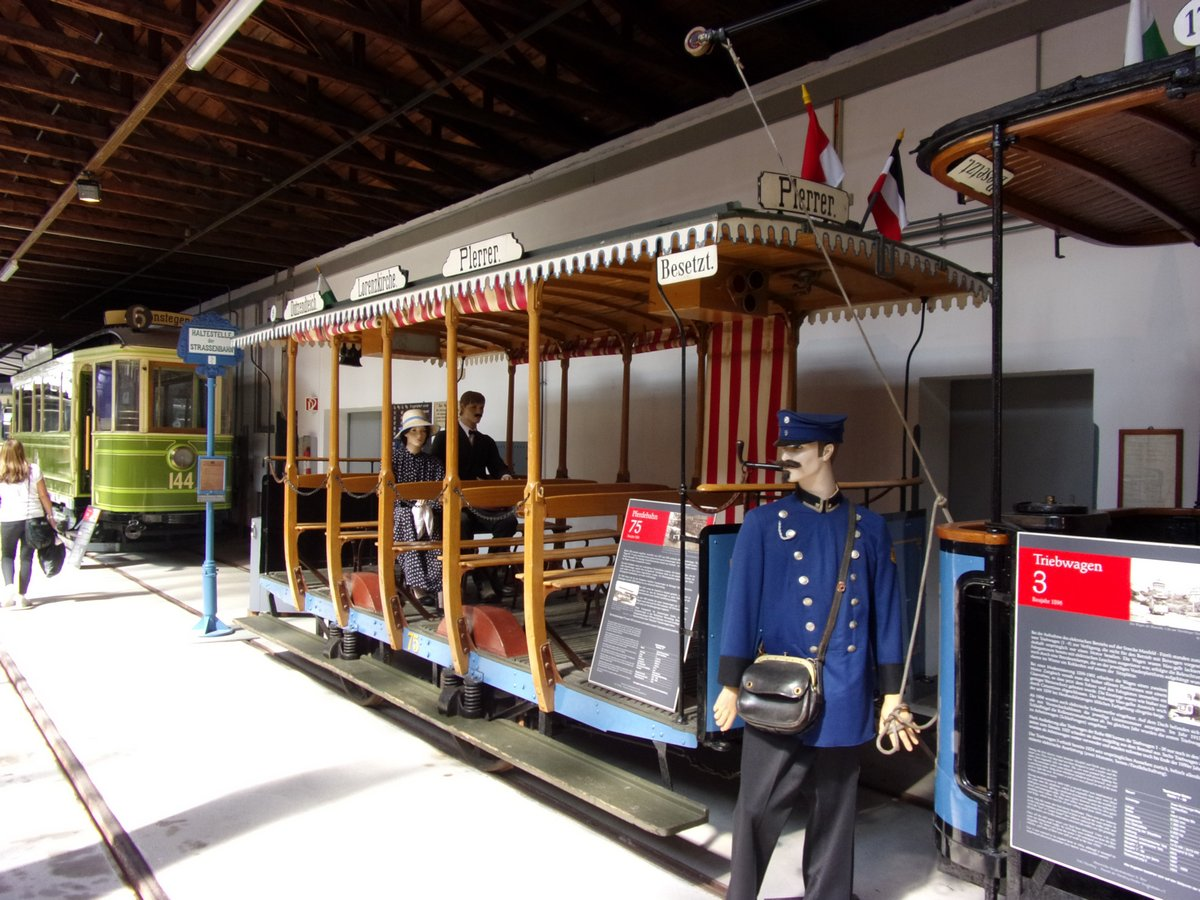
75 馬車鉄道用の客車
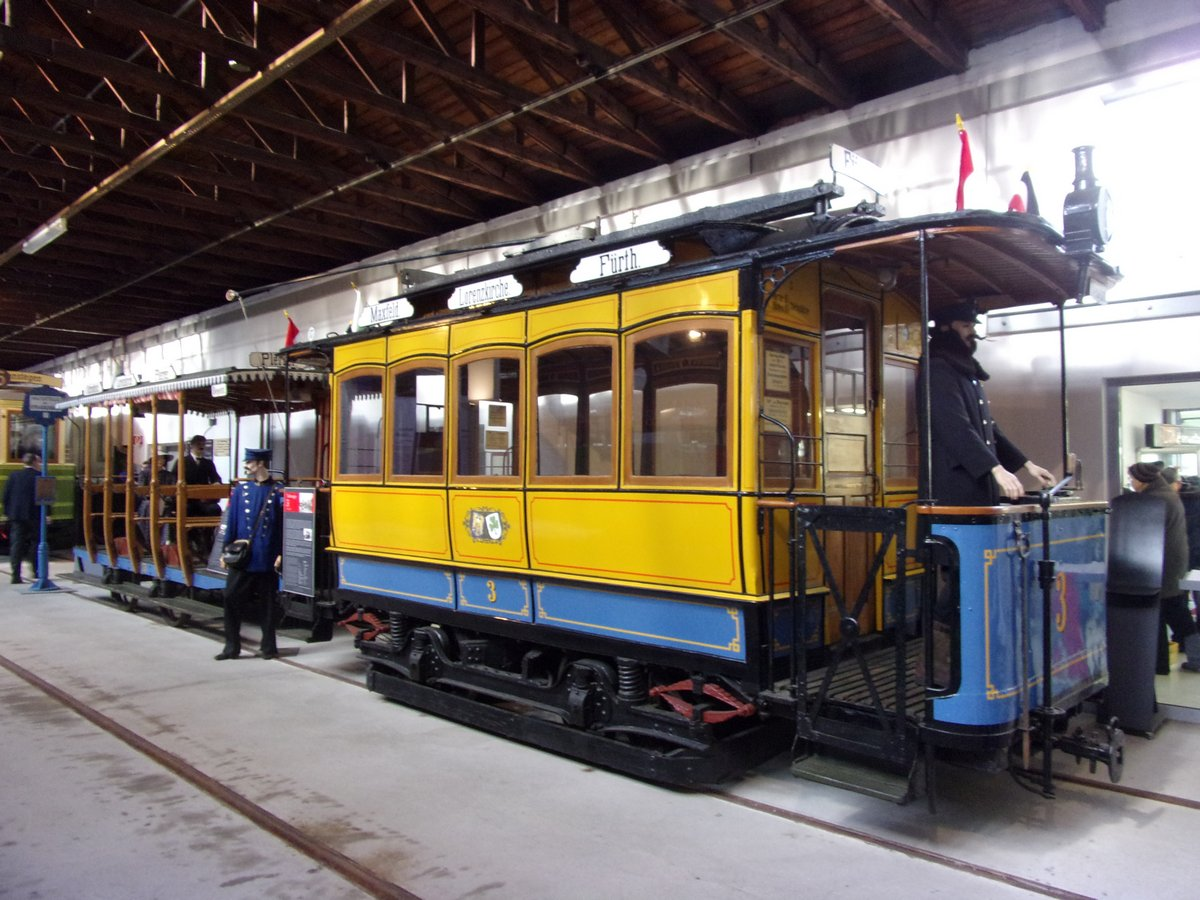
3 1896年製の電車（電動車）
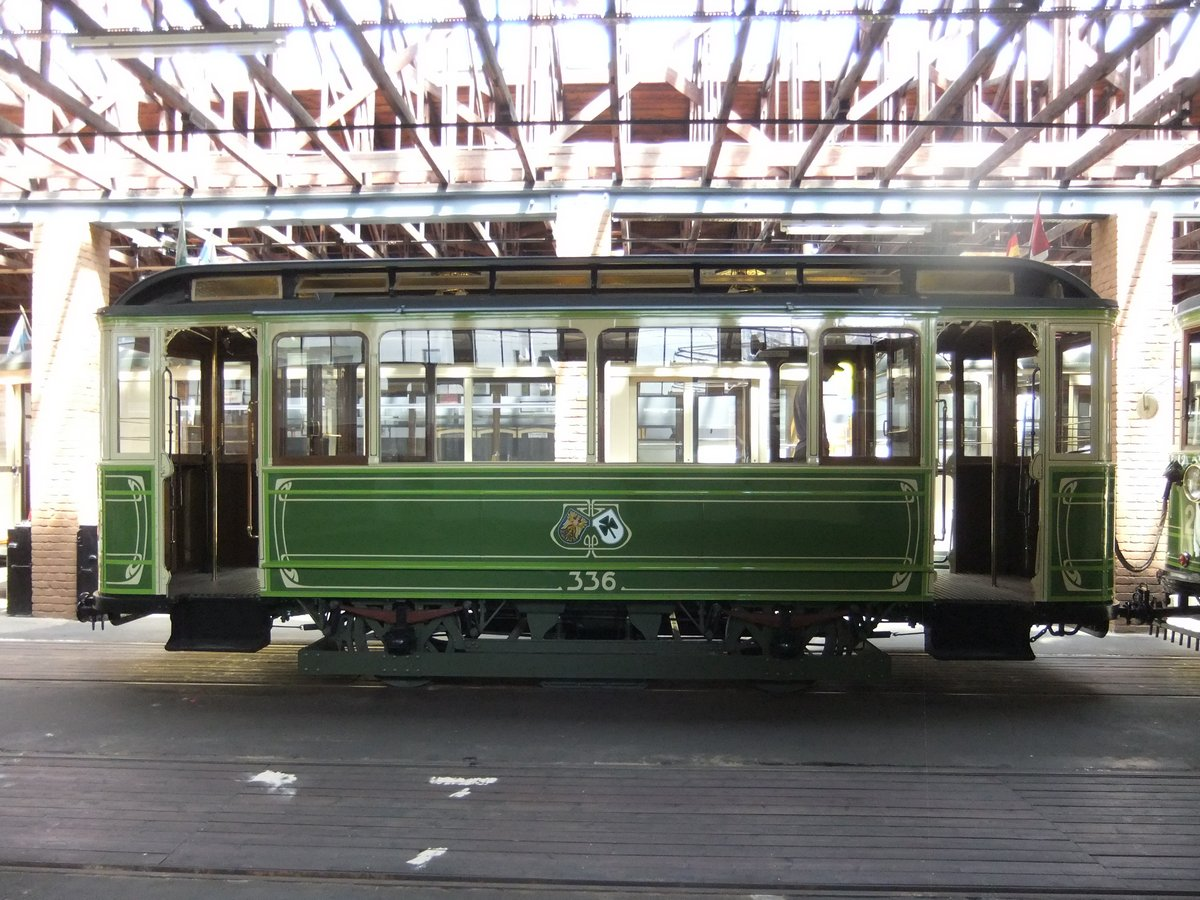
336 1906年製の電車（付随車）
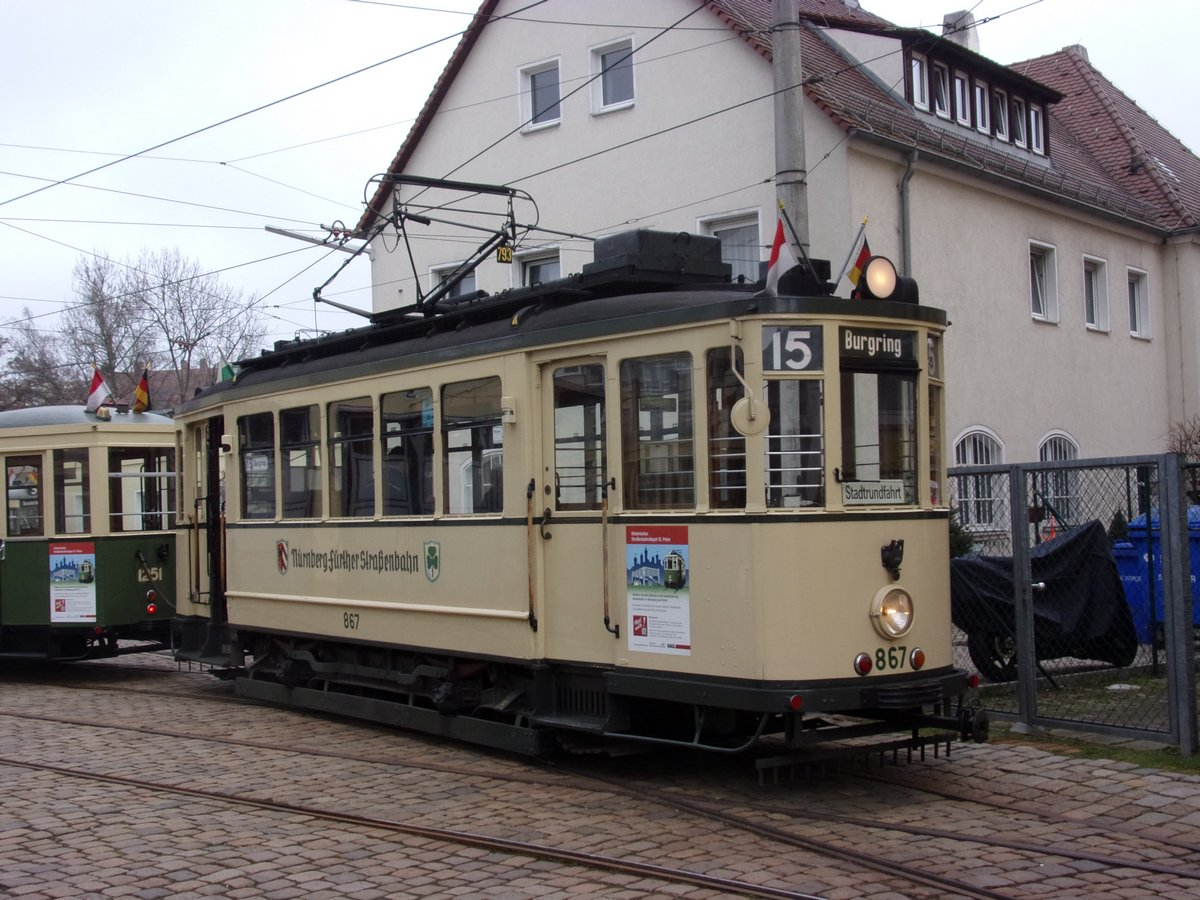
867 1929年製の電車（電動車）
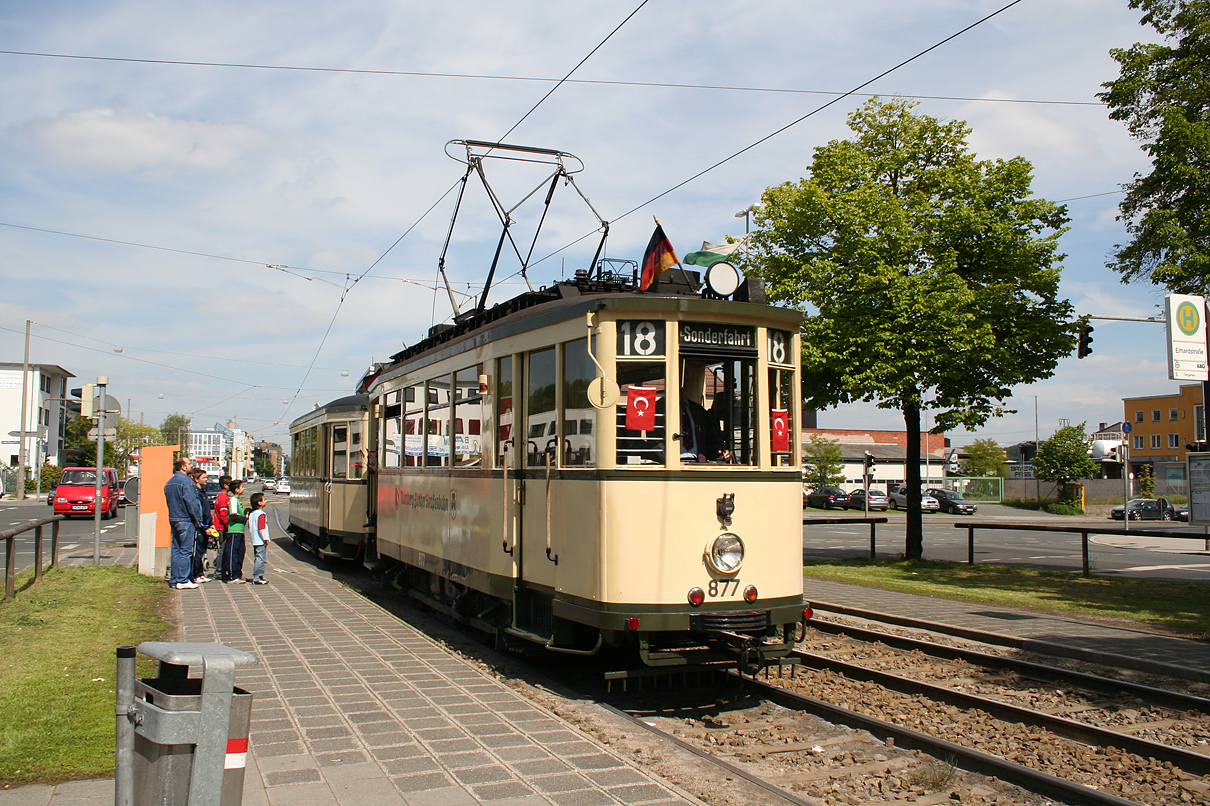
877 1935年製の電車（電動車）
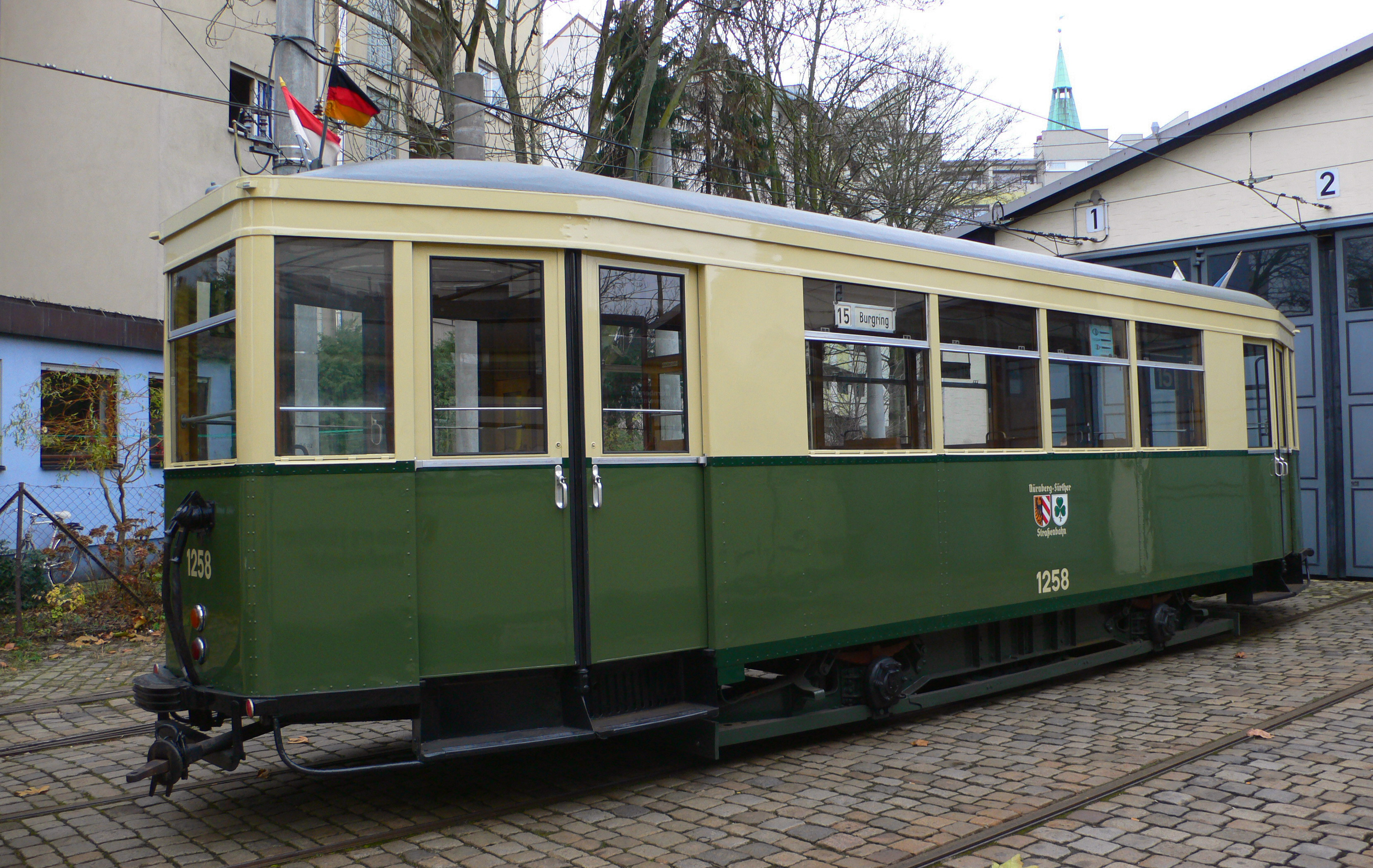
1258 1951年製の電車（付随車）
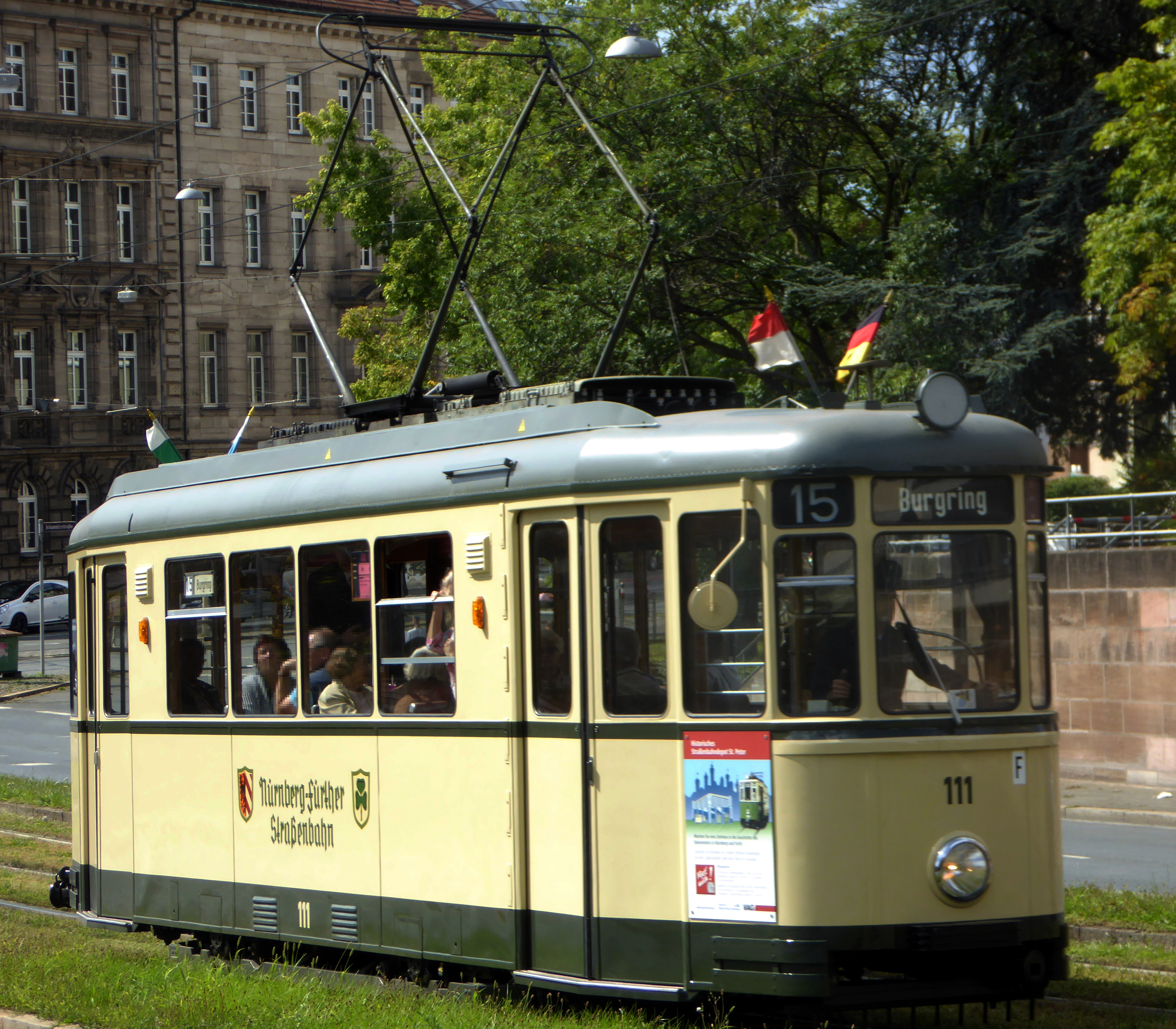
111 1953年製の電車（電動車）
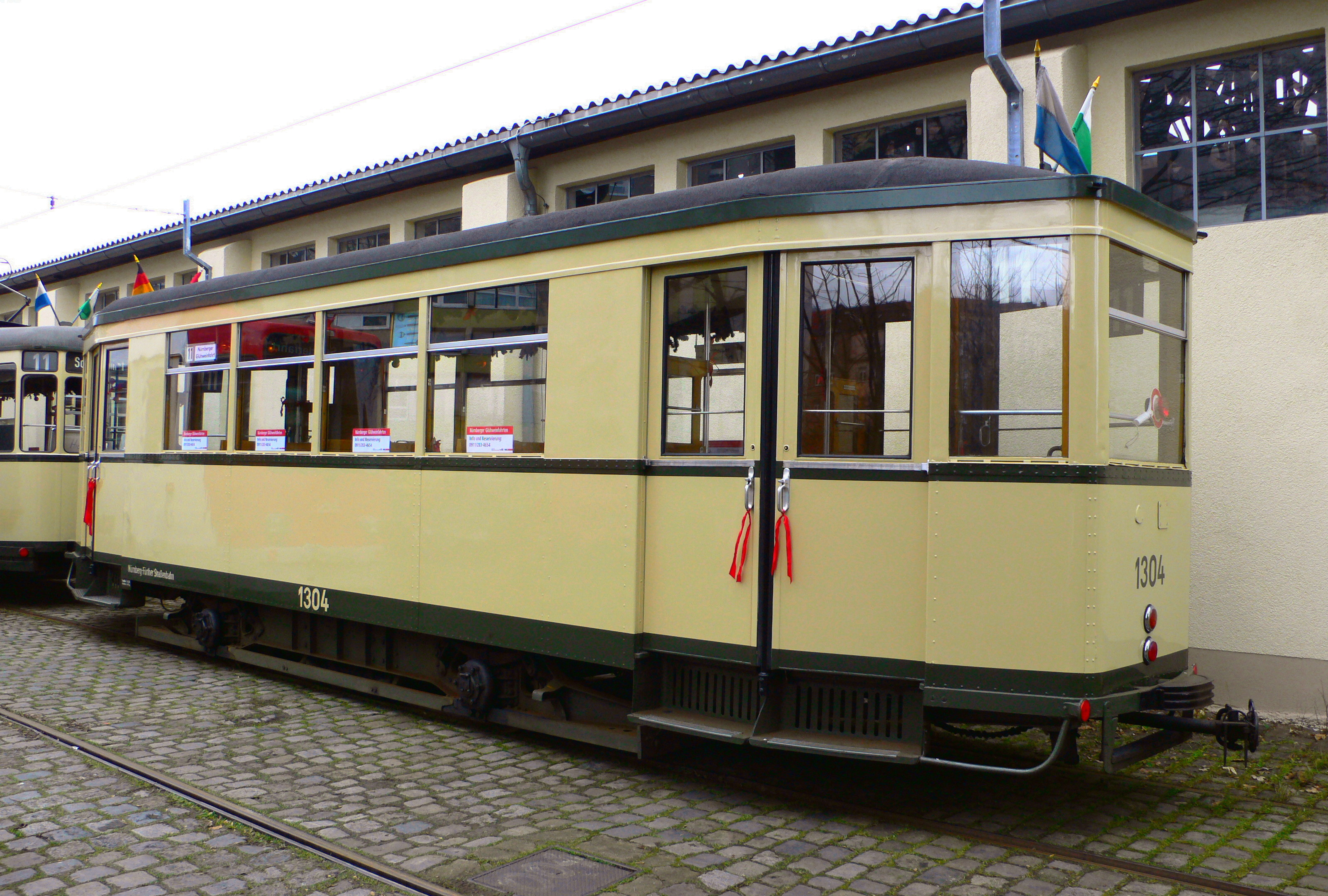
1304 1956年製の電車（付随車）
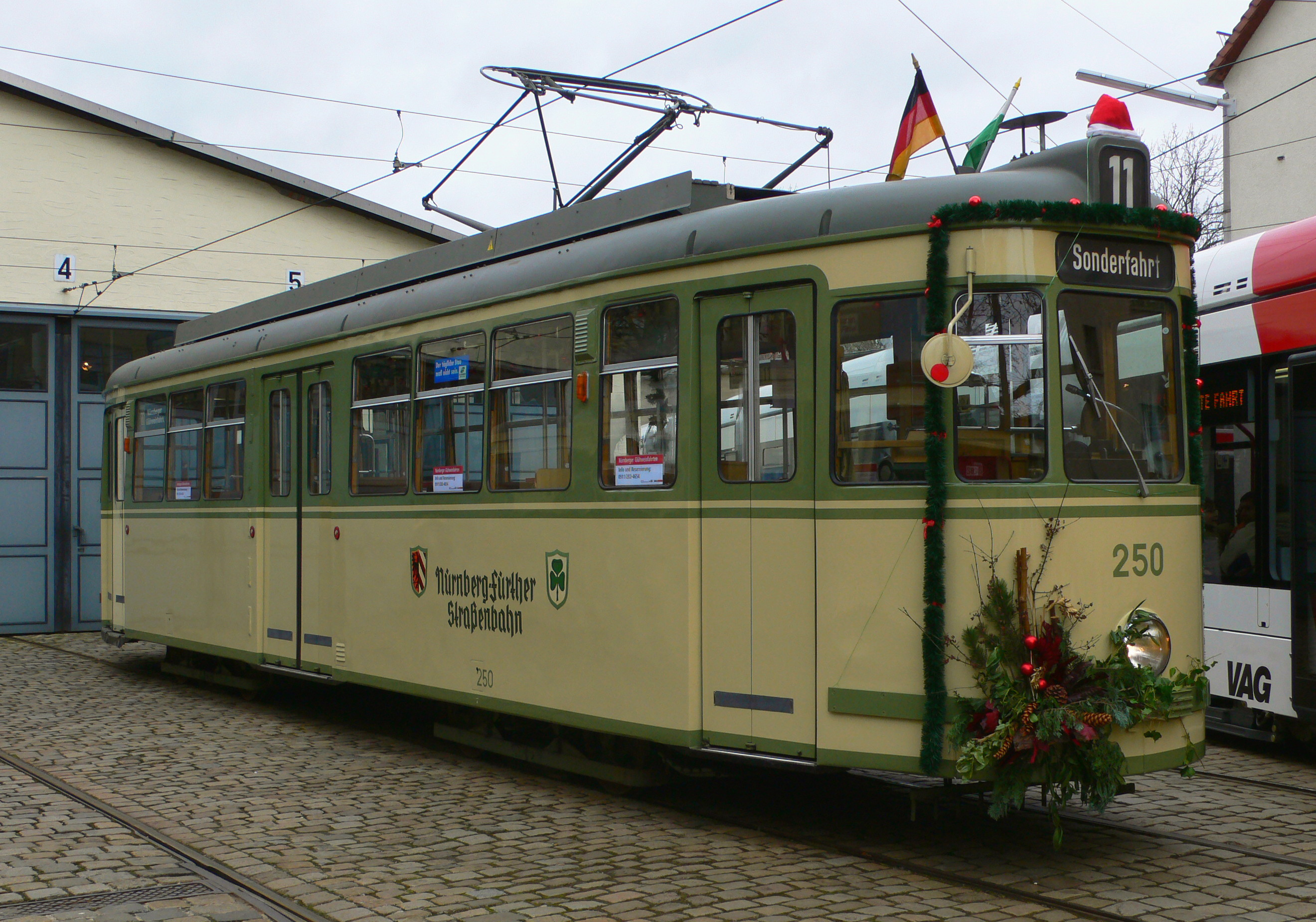
250 1960年製の電車（電動車）
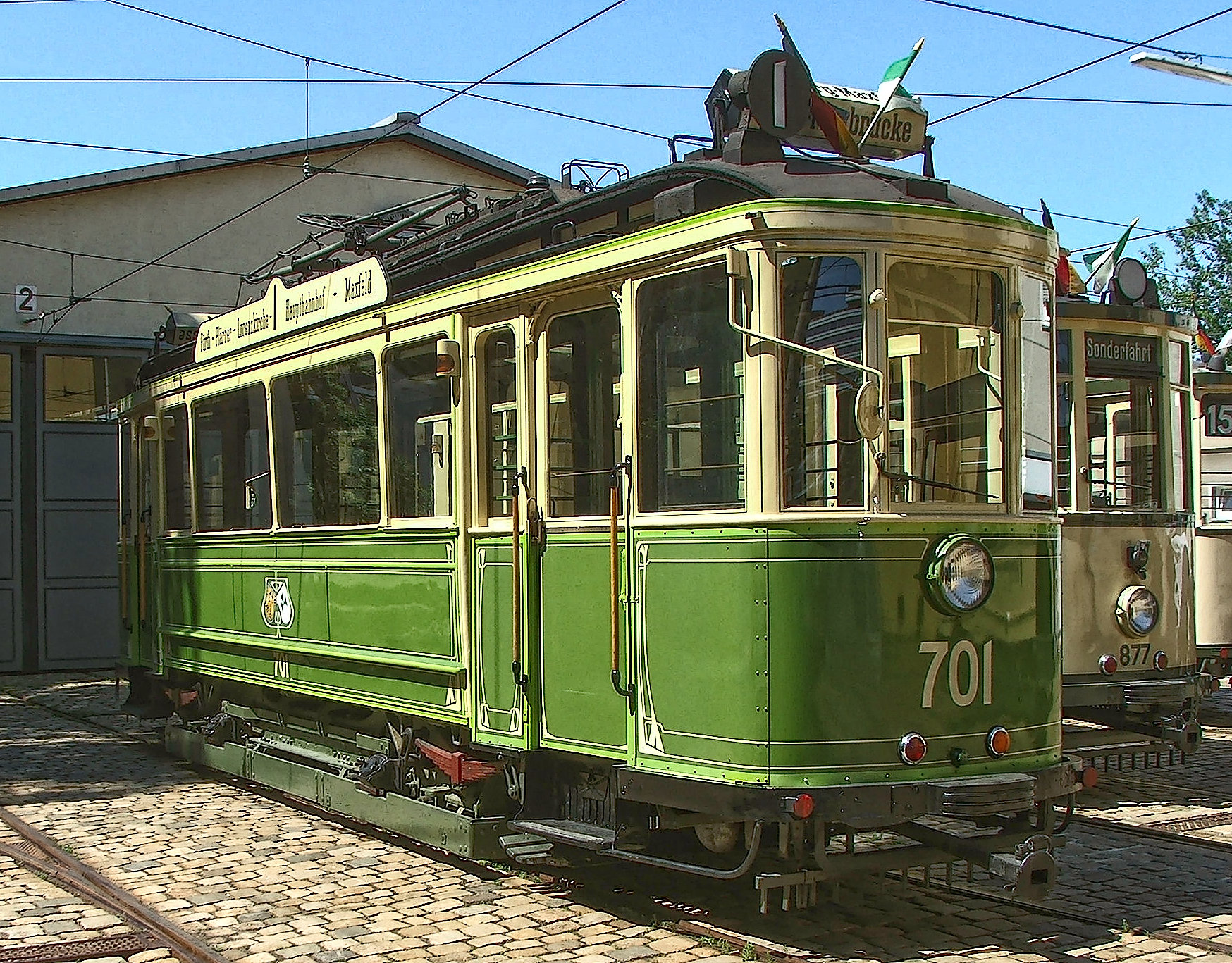
701 1913年製の電車（電動車）
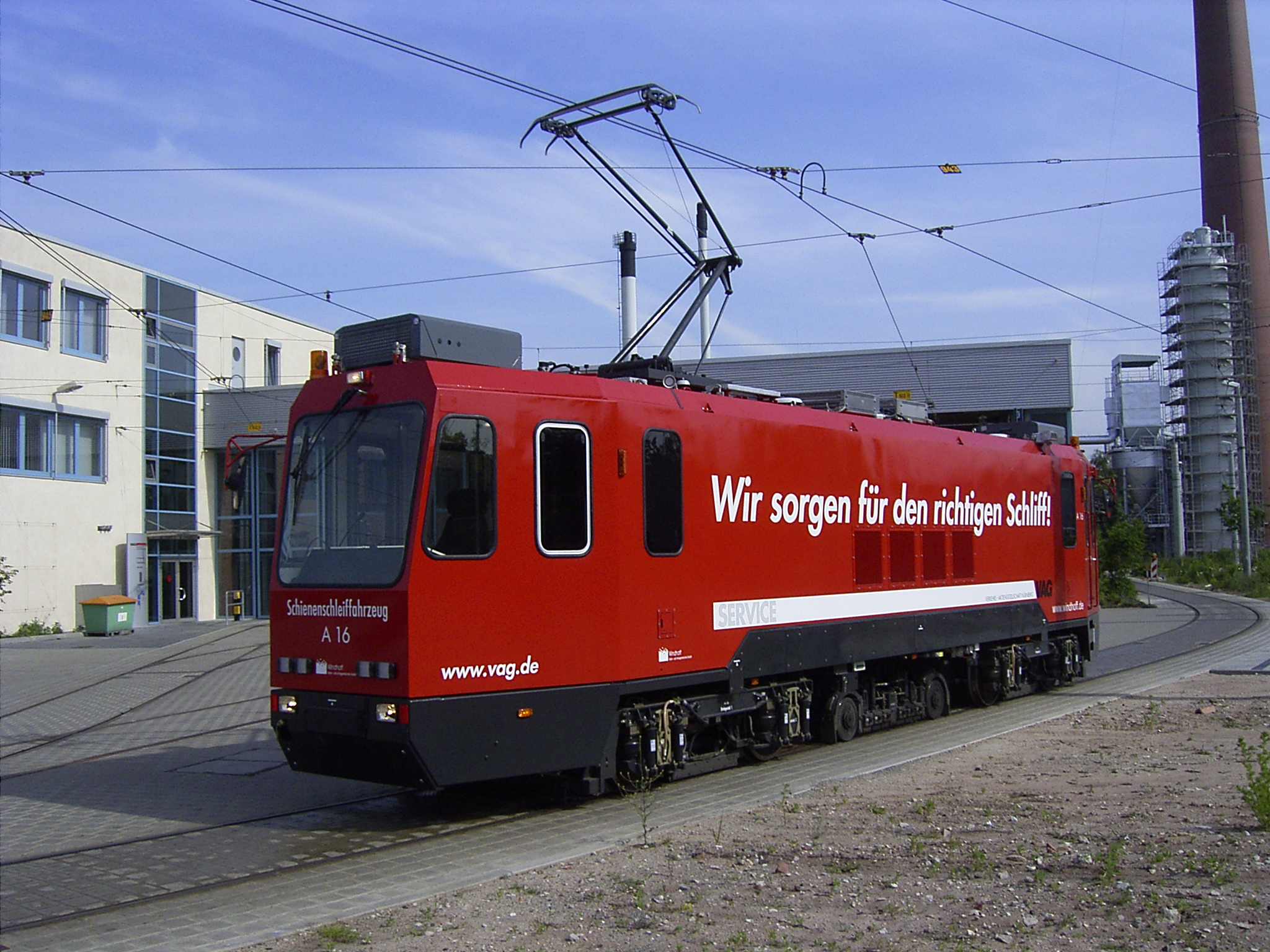
レール削正車（2004年撮影）

## 今後の予定

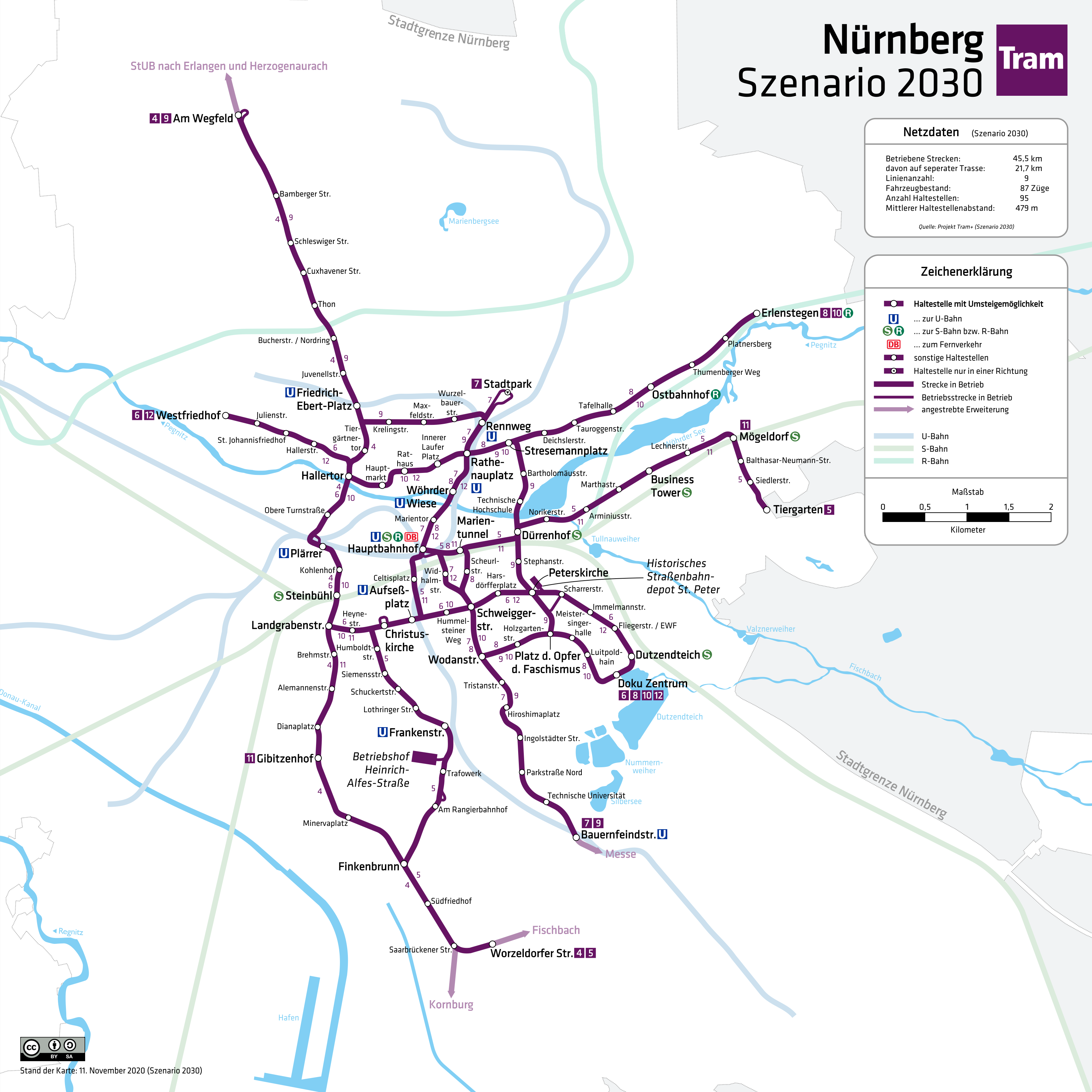
2030年の予想路線図

ニュルンベルク公共交通会社では、外部の専門家によって実施された公共交通機関の路線網や輸送力などの検討に基づき、2030年を目途に年間の利用客を2億人とする目標（Szenario 2030）が提示されている。それに基づき、ニュルンベルク市電でも前述した系統の増設に加えて路線延伸の検討が行われており、最短5分間隔の高頻度運転を実施する計画も存在する。また、これに伴い87両の車両増備が予定されており、2022年以降導入が実施されているGTA8形（アヴェニオ）はその一環である。